# Kenneth Larsen
Kenneth Larsen, född 1982 och uppvuxen i Trondheim, är en norsk serieskapare, numera bosatt i Sverige. Han är mest känd för sin dagspresserie Bestis, som tecknats regelbundet sedan 2016 – bland annat för serietidningen Pondus. Den finns översatt till svenska under titeln Bästis och till engelska som Bestie.

## Biografi
Kenneth Larsen växte upp i Trondheim. 2003 flyttade han till Australien, där han studerade grafisk formgivning. Efter studierna flyttade han till Sverige och Stockholm, där han fortfarande är bosatt.
Därefter arbetade Larsen under flera års tid på reklambyrå. Upptäckten av en serieskola i Malmö ledde dock den 32-årige Kenneth till att omvärdera sitt livsval. Han tog två års tjänstledighet från reklambyråjobbet, för att under 2015 och 2016 studera serieskapande i Malmö. Han hade tecknat serier sedan barndomen men tidigare aldrig sett det som en rimlig försörjning.
Larsen använde tiden på serieskolan bland annat till att omarbeta sin serie Bestis till strippformatet. Tidiga avsnitt av serien, som är fritt inspirerad av hans och barndomsvännen Marthes liv, hade 2013 tryckts i en egenutgiven volym. I slutet av 2015 publicerades den som gästserie i Sydsvenska Dagbladet (i svensk översättning som Bästis). 2016 blev den fast inslag i den norska serietidningen Pondus, och från året efter även i den svenska utgåvan av tidningen.
Från 2018 har norska Egmont börjat ge ut årliga samlingsvolymer av serien, och året efter började det svenska systerförlaget göra detsamma. På svenska syndikeras serien av Bulls Presstjänst.
Serien finns sedan 2017 även i en engelsk översättning, med titeln Bestie. De olika versionerna av serien har också fått stor spridning på sociala medier, bland annat hos Kenneth Larsens över 100 000 följare på Instagram. Som engelskspråkig webbserie produceras extramaterial via prenumeration.
Sedan 2019 arbetar Kenneth Larsen på heltid som serieskapare, efter att han sagt upp sitt dåvarande deltidsjobb på reklambyrån.

## Författarskap
Dagspresserien Bästis författas på trönderska, en särpräglad variant av norska typisk för Larsens uppväxtmiljö i Trøndelag. Serieepisoderna har mer eller mindre stark koppling till hans egen uppväxt. De allra första avsnitten av serien tecknades 1994, då Larsen använde seriemediet till att bearbeta en delvis traumatisk barndomsupplevelse.
Serien handlar om Kenneth och Marthe, två barndomsvänner som nu i 24/25-årsåldern delar bostad. Handlingen och humorn kretsar kring duons vardagsliv, Kenneths personlighet (hans Kalle Ankas Pocket-samlande är närmast maniskt, hans problem att "komma ut ur garderoben" ägnas stort intresse) och Marthes impulsiva karaktär. Båda letar efter relationer, var och en på sitt sätt.
Seriefiguren Marthe är inspirerad av Larsens egen barndomsvän Marthe Nordvik, och seriens Kenneth har mycket av serieskaparen själv i sig. Serien kan på så sätt jämföras med Rocky och Elvis, två svenska strippserier med delvis liknande stil och ursprung. Själv har Kenneth Larsen hämtat inspiration från serierna Gustaf, Kalle och Hobbe, Ernie och Pondus.